# Xylosalsola richteri
Xylosalsola richteri är en amarantväxtart som först beskrevs av Horace Bénédict Alfred Moquin-Tandon, och fick sitt nu gällande namn av Akhani och Roalson. Xylosalsola richteri ingår i släktet Xylosalsola och familjen amarantväxter. Inga underarter finns listade i Catalogue of Life.